# Stadshusbron

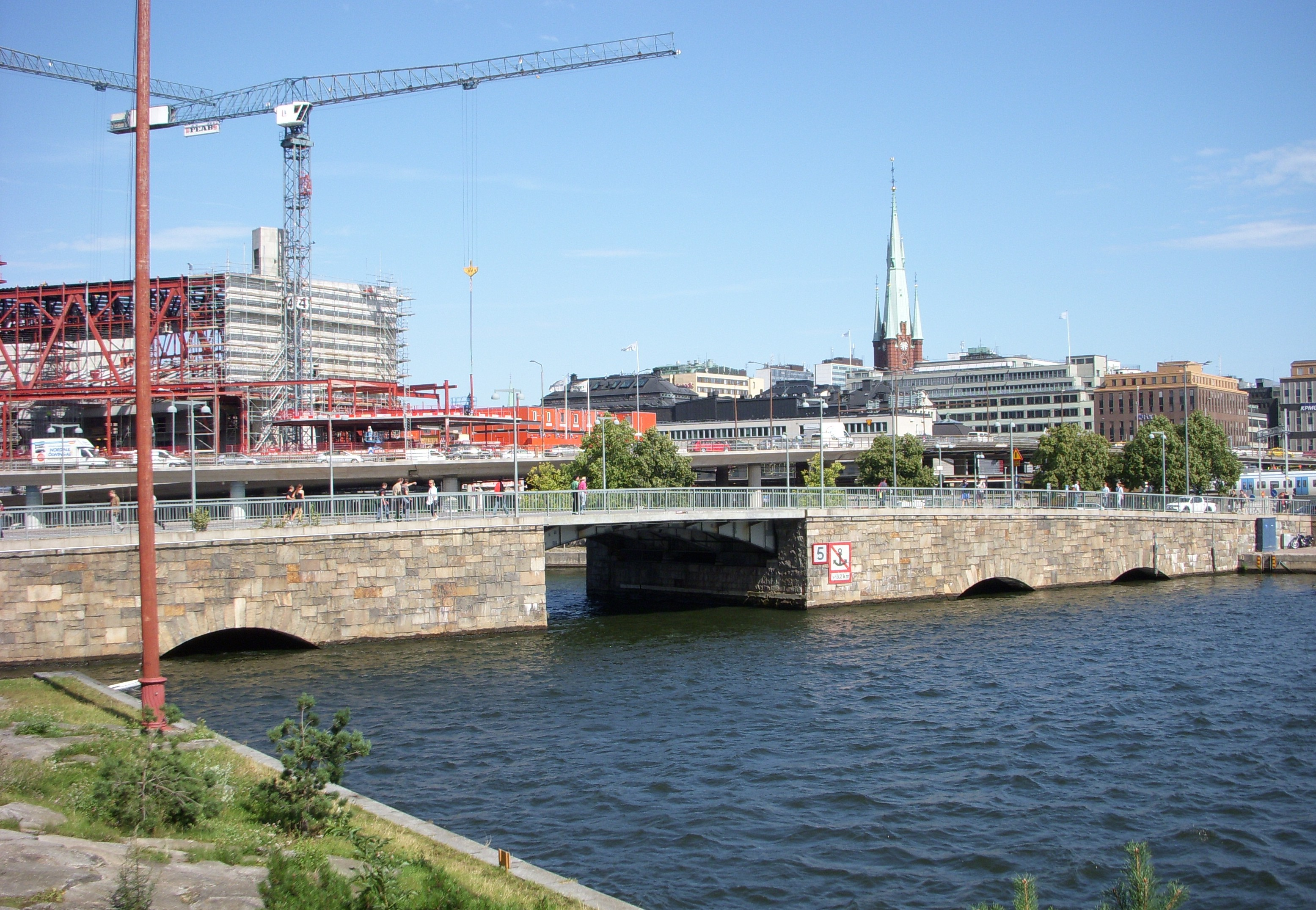
Stadshusbron sedd från söder i augusti 2009.

Stadshusbron (tidigare namn Nya Kungsholmsbron) är en bro i centrala Stockholm som förbinder stadsdelarna Norrmalm och Kungsholmen i höjd med Stockholms stadshus. Mot väster, på Kungsholmen, ansluter Hantverkargatan och mot öst, på Norrmalm, Tegelbacken. Stadshusbron utgör gränsen mellan Mälaren och Klara sjö. 
Nuvarande bron byggdes i samband med Stadshusets tillkomst mellan åren 1917 och 1919. I april 2012 byttes mittendelen av denna bro mot en ny stålkonstruktion eftersom dess tekniska livslängd var uppnådd. Det är därmed den sjätte bron på denna plats sedan 1600-talet som förbinder Norrmalm med Kungsholmen.

## Historik

### Nya Kungsholmsbron

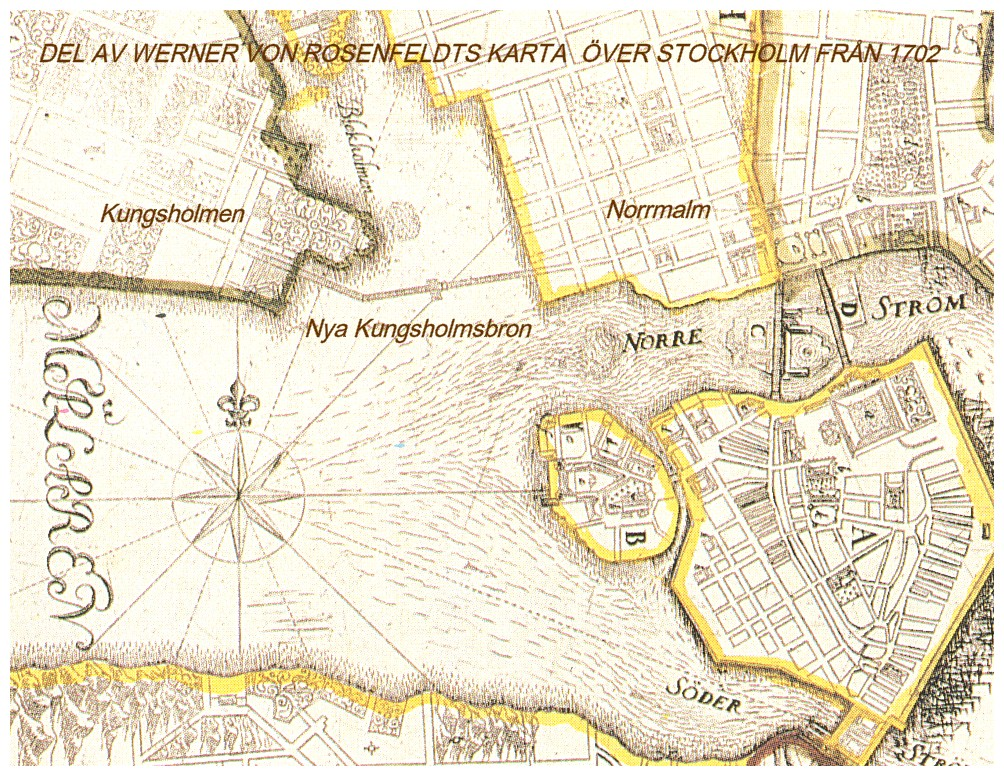
"Nya Kungsholmsbron", 1702.

Brons äldsta föregångare var en över 500 meter lång flottbro som byggdes 1669-1672, den kallades Nya Kungsholmsbron, i motsats till Gamla Kungsholmsbron som låg lite längre norrut och tillkom redan på 1630-talets mitt. Nya Kungsholmsbron anlades i en svag vinkel och var förmodligen dåtidens längsta bro i Europa. På grund av eldfaran fick man inte bära facklor över bron. 1709 ersattes bron av en ny rak bro, som var kortare och som byggdes om och förkortades ytterligare i takt med att Klara sjö utfylldes. År 1766 ersattes träbron av en lång stenkonstruktion, bestående av två stenmurar med trädäck. 1868 invigdes ytterligare en nybyggd bro på denna plats, denna gång en svängbro av stål.

### Stadshusbron
Den nuvarande bron är en 19 meter bred och cirka 85 meter lång betongbro som kläddes med natursten. Bron ritades av Stockholms stads byggnadskontor under medverkan av stadshusarkitekten Ragnar Östberg. För tillverkningen stod Gutehoffnungshütte i Duisburg, Tyskland och Luth & Rosén från Stockholm. Mittendelen består av en låg valvbro i stål som ursprungligen även var en öppningsbar klaffbro. Brons öppningsfunktion fanns kvar fram till 1949 då den nitades igen.
Efter knappt 100 år var brons mittendel i dåligt skick på grund av ålder och materialens naturliga nedbrytning. Det var främst stålets rostskydd och träet i körbanan som var skadat. Under första halvåret 2012 renoverades hela bron till en kostnad av cirka 46 miljoner kronor.
En ny stålbro beställdes från Polen och transporterades från Gdynia med lastfartyg till Södertälje och därefter med pråmar och bogserbåt via Södertälje kanal och Mälaren till Riddarfjärden i Stockholm. Där mellanlagrades brodelen på kajen vid Norr Mälarstrand. Under påskhelgen 2012 lyftes den nya 220 ton tunga stålkonstruktionen på plats av lyftkranen Lodbrok (Lodbroks maximala lyftkraft är 260 ton). Därmed fick Stockholm sin sjätte Stadshusbro. Brons livslängd beräknas till cirka 120 år.

## Historiska bilder

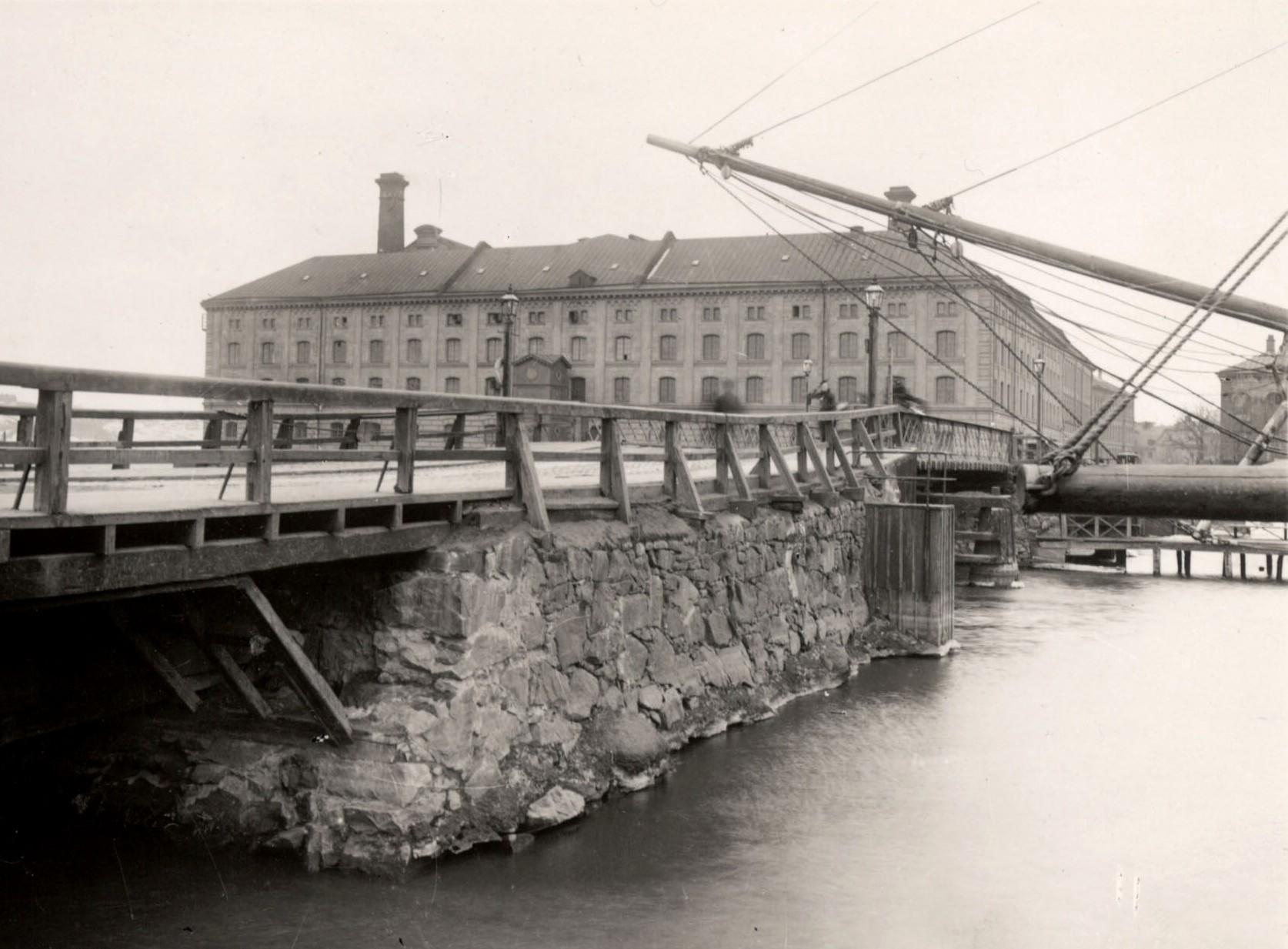
Nya Kungsholmsbron omkring 1860
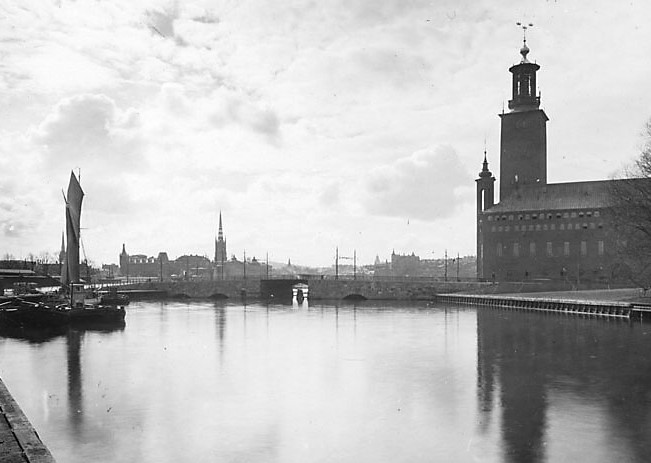
Stadshusbron på 1920-talet
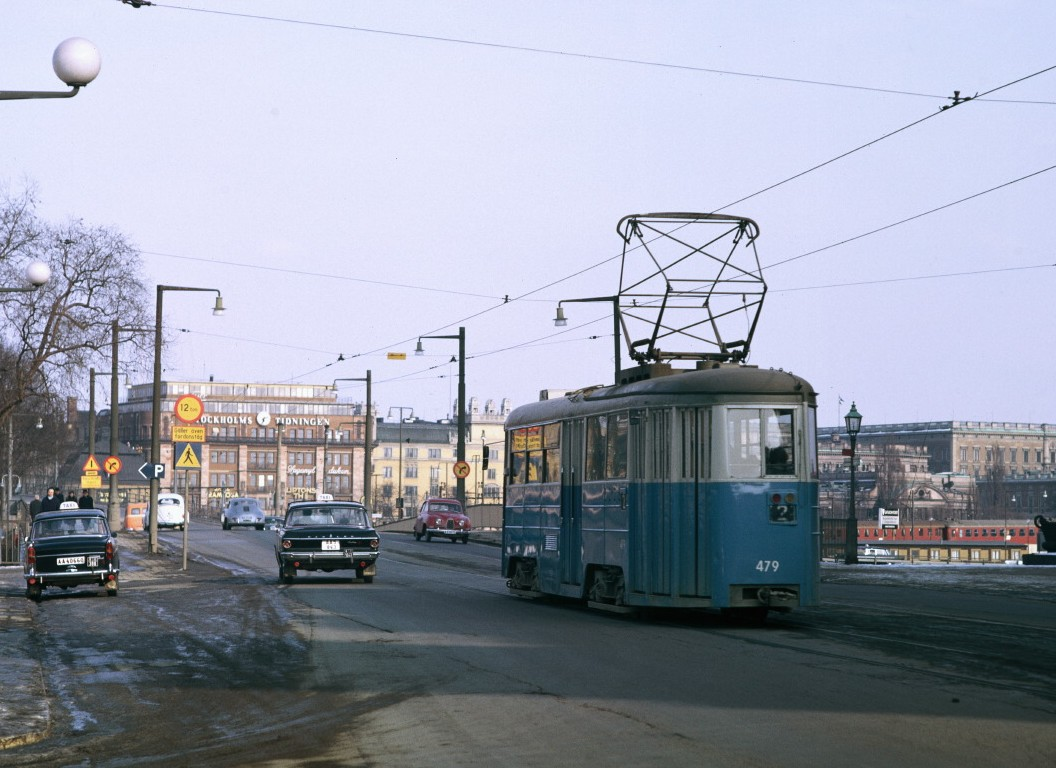
Stadshusbron 1963, vy mot öster
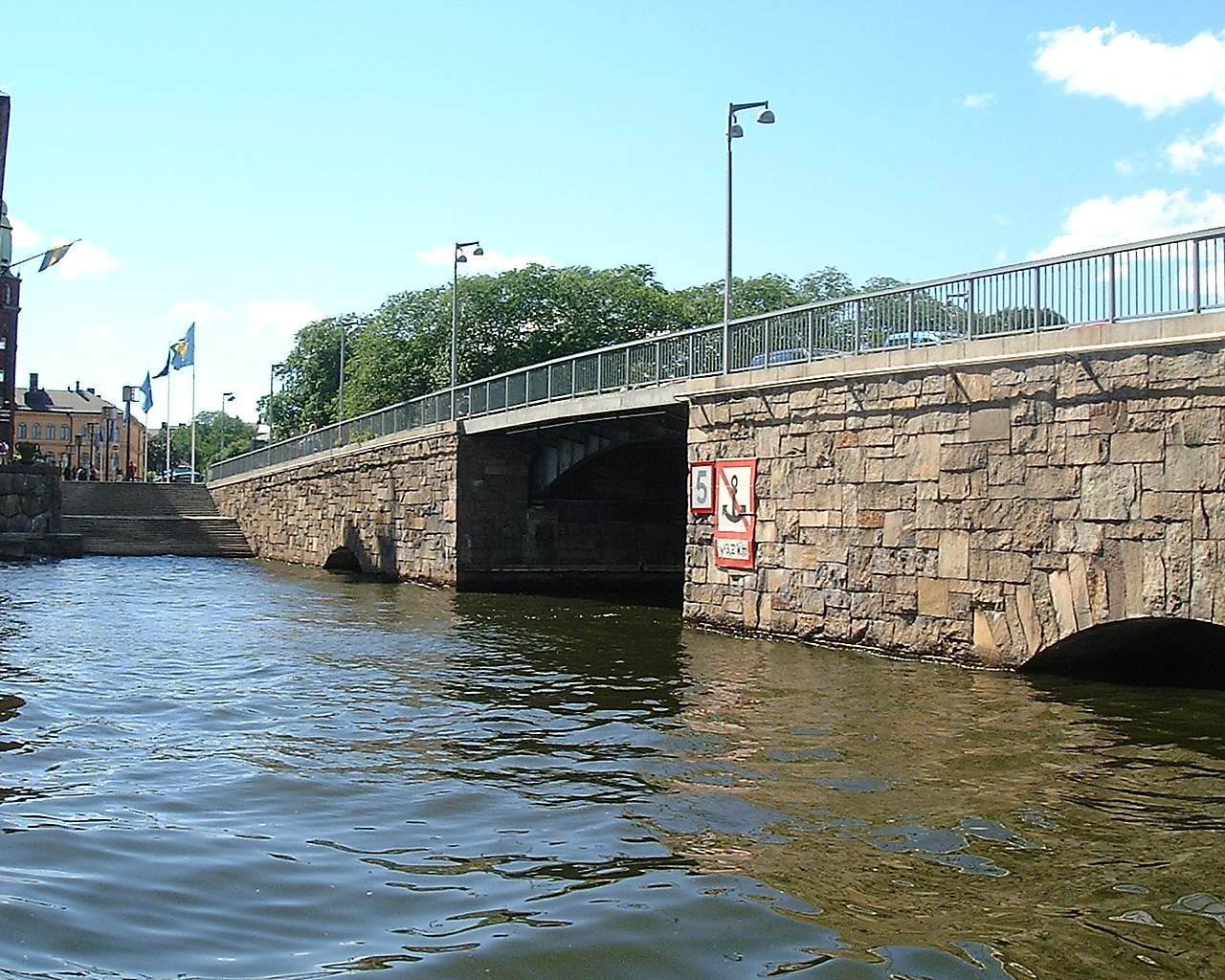
Stadshusbron år 2007

## Renoveringen 2012

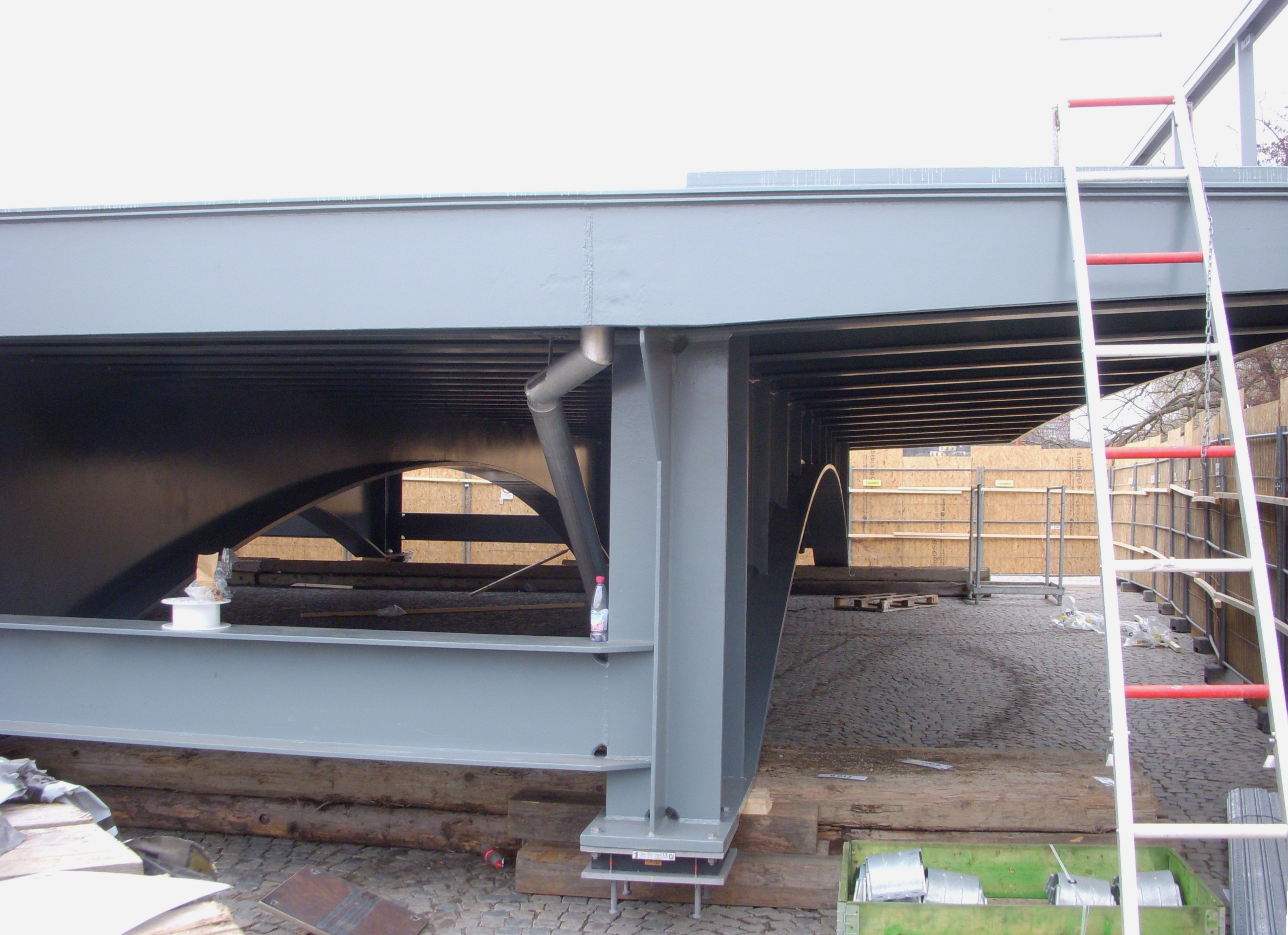
Nya brospannet på mellanstation vid Norr Mälarstrand, 1 april 2012
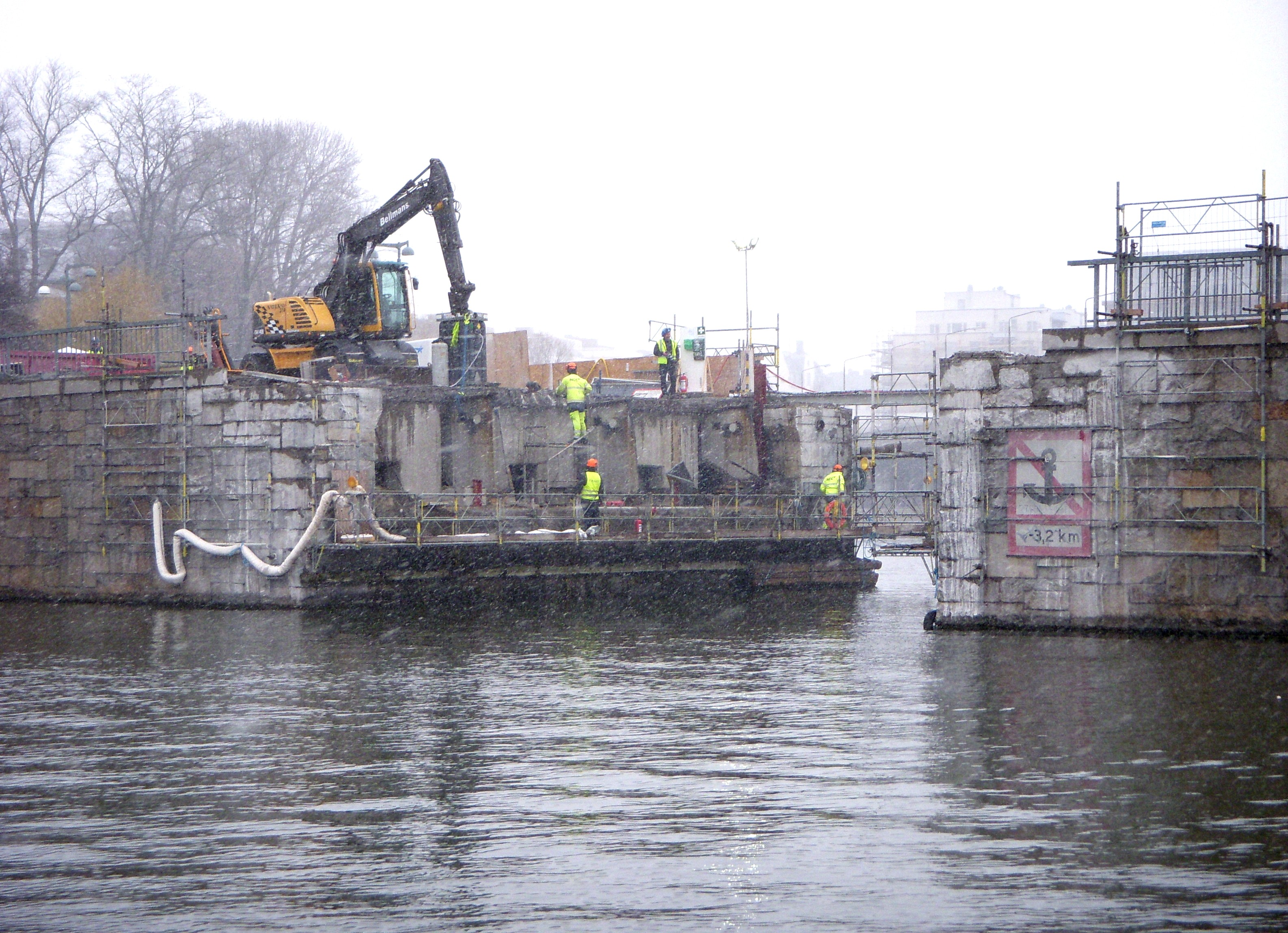
Rivningen av gamla klaffbron, 6 april 2012
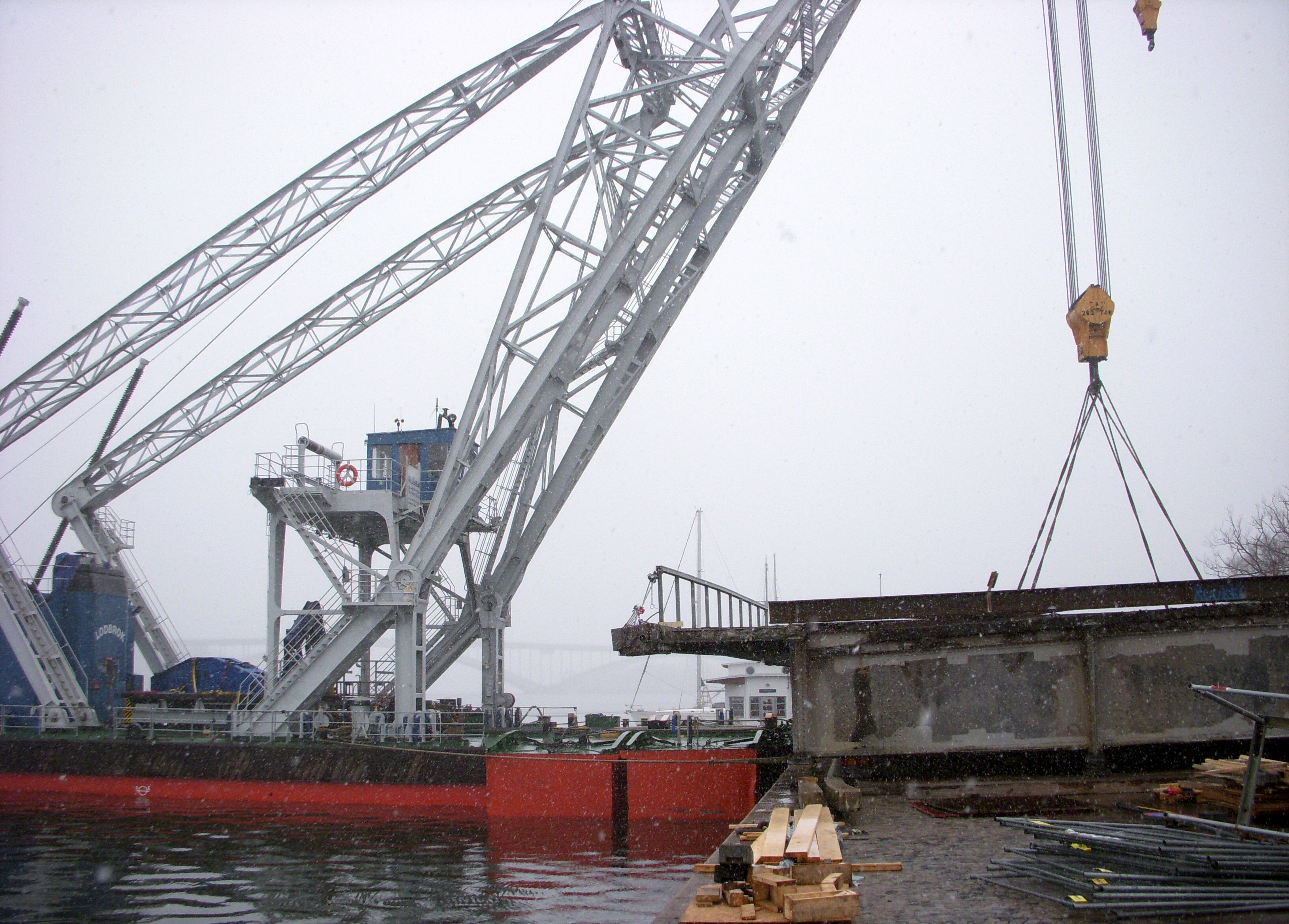
Gamla klaffbron på Lodbroks krok, 6 april 2012
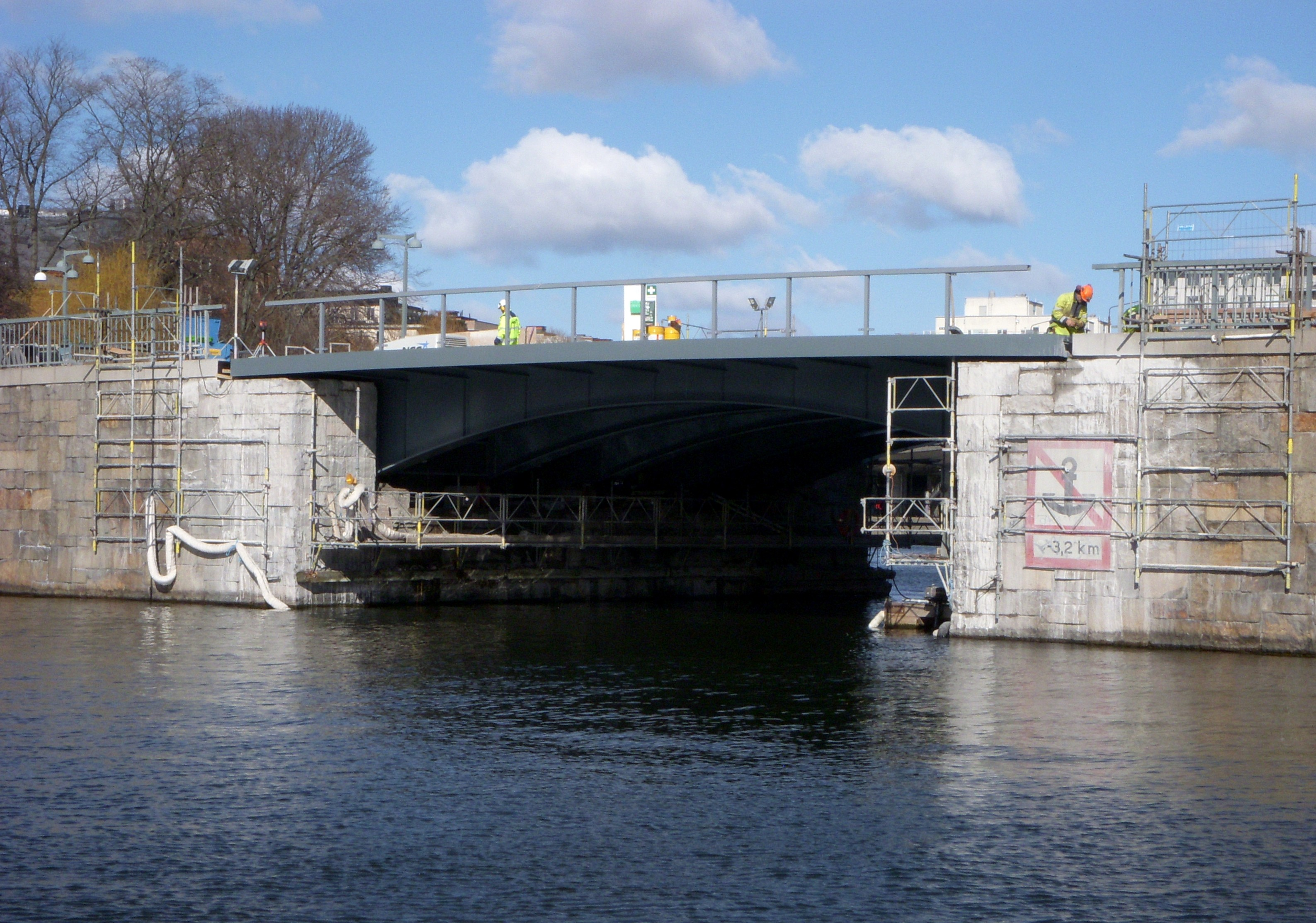
Nya brospannet på plats, 7 april 2012